# Imperiul soarelui (film din 1956)
Imperiul soarelui (în italiană L'impero del sole) este un film documentar italo-francez din 1956, regizat de Enrico Gras⁠(d), Mario Craveri⁠(d) și Giorgio Moser⁠(d).

## Rezumat
Structurat ca un documentar, filmul descrie diferite regiuni ale Republicii Peru și se concentrează pe obiceiurile populației care trăiește acolo, descendentă a celei care a populat Imperiul incașilor.

## Lansare
Filmul a fost lansat în cinematografele italiene în februarie 1956.

## Premii
- David di Donatello 1957
  - cel mai bun producător pentru Renato Gualino
- 1957 – Nastro d'argento
  - cea mai bună imagine (Mario Craveri)